# 타츠미 유이
타츠미 유이(일본어: 辰巳ゆい 다쓰미 유이[*], 1984년 6월 8일~)는  일본의 배우이다. 과거 성인 비디오 여배우로 활동하였다.

## 영화
- AV 아이돌(2012)